# Vîsoțke, Novoukraiinka
Vîsoțke (în ucraineană Висоцьке) este un sat în comuna Mala Pomicina din raionul Novoukraiinka, regiunea Kirovohrad, Ucraina.

## Demografie
Componența lingvistică a localității Vîsoțke
     Ucraineană (93,2%)
     Rusă (6,8%)
Conform recensământului din 2001, majoritatea populației localității Vîsoțke era vorbitoare de ucraineană (93,2%), existând în minoritate și vorbitori de rusă (6,8%).